# Sara Takanashi
Pour les articles homonymes, voir Takanashi.
Sara Takanashi (高梨 沙羅, Takanashi Sara), née le 8 octobre 1996 à Kamikawa, est une sauteuse à ski japonaise. Médaillée de bronze olympique en 2018 et deux fois médaillée aux Championnats du monde en individuel, elle est la sauteuse la plus victorieuse en Coupe du monde avec quatre globes de cristal (2013, 2014, 2016 et 2017) et 63 succès en épreuve, soit mieux que Gregor Schlierenzauer, détenteur du record chez les hommes avec 53 succès.

## Parcours sportif

### Débuts
Elle commence le saut à ski à l'âge de huit ans en regardant son père et son frère pratiquer ce sport.

### Coupe continentale
Sara Takanashi commence sa carrière internationale en prenant part à l'épreuve de Coupe continentale de saut à ski à Zao au Japon le 3 mars 2009, elle termine 19e. Elle participe également à trois autres concours au Japon au mois de mars 2009.
Elle prend part ensuite aux Coupes continentales de l'été 2009, puis de l'hiver 2009-2010 qu'elle termine à la 15e place.
La saison d'été suivante lui réussit, puisqu'elle prend la 4e place de la Coupe continentale estivale, juste derrière Coline Mattel, et devant sa compatriote Yūki Itō.
Sa première participation à la coupe continentale en 2011 n'est que le 5 février à Brotterode où elle prend la 12e place puis la 9e place le 13. Elle obtient ensuite deux places de deuxième à Zakopane les 12 et 13 février, derrière Coline Mattel qui signe alors ses 5 et 6e victoires de la saison.
En l'absence de Mattel et d'Iraschko, Sara Takanashi remporte sa première épreuve de coupe continentale à Ramsau am Dachstein le 19 février 2011, en dominant le concours à six points devant Ulrike Graessler, et après avoir fait quasiment jeux égal à la première manche avec Graessler, Jacqueline Seifriedsberger (troisième du concours) et Ayumi Watase (quatrième). Le lendemain 20 février, elle remporte sa deuxième victoire, en effectuant à la première manche un saut de 102 mètres qui est alors le record du tremplin de Ramsau de HS98. Ulrike Graessler avec 8 mètres de moins et Melanie Faisst avec 11 mètres de moins sur ce premier saut terminent deuxième et troisième. Ces très bons sauts et ces victoires placent Sara Takanashi parmi les favorites du prochain championnat du monde du saut à ski féminin d'Oslo.
Elle ne participe pas à l'unique concours de fin de saison au Japon, et termine la coupe continentale avec 411 points, qui lui permettent d'atteindre la onzième place, ce qui constitue alors son meilleur résultat hivernal, en n'ayant sauté que lors de six concours sur les vingt organisés cette saison.

### Coupe du monde et Grand Prix

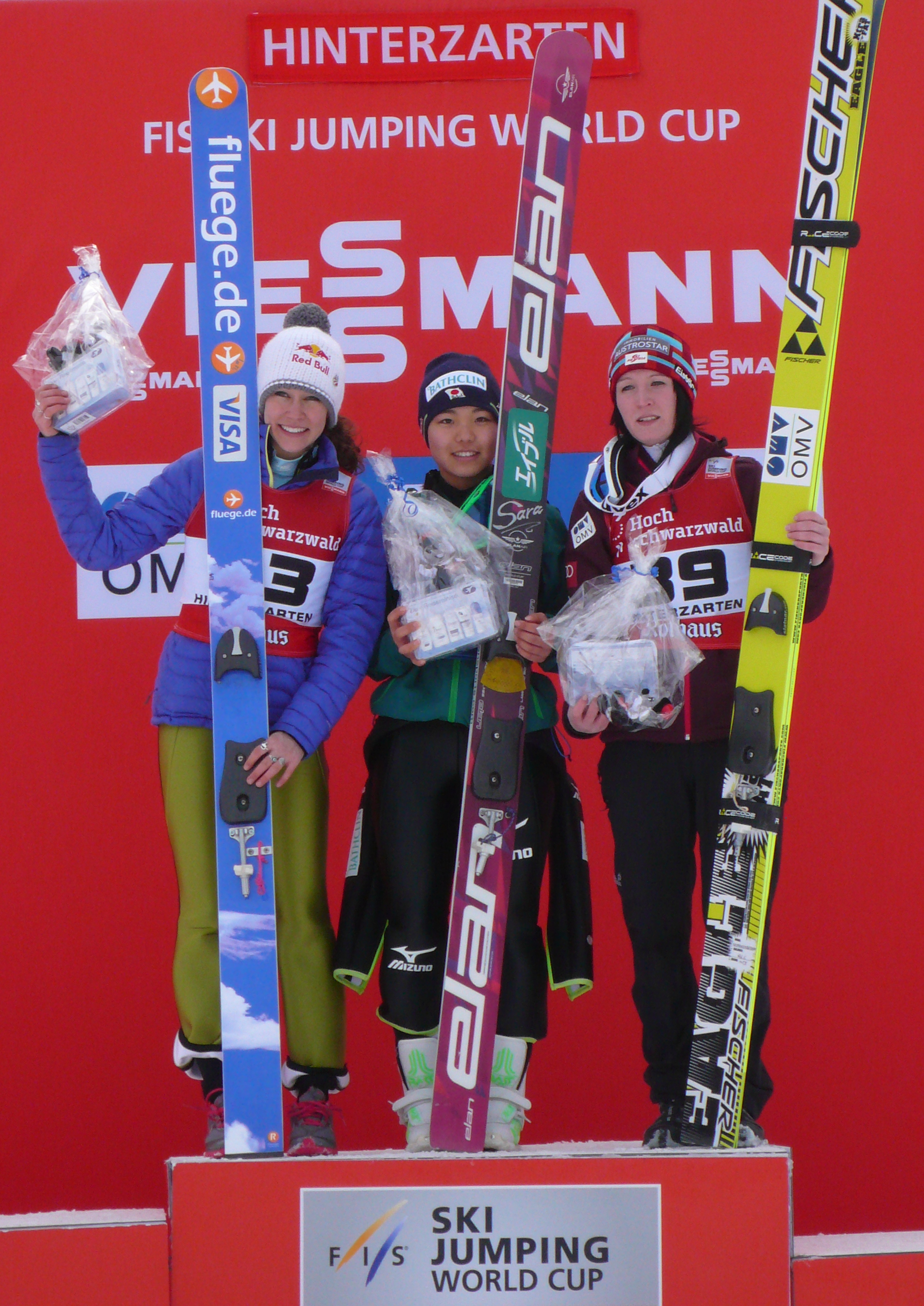
Sara Takanashi : première à Hinterzarten le 13 février 2013.

#### Première saison: hiver 2012
Sara Takanashi participe à la Coupe du monde féminine de saut à ski dès l'épreuve inaugurale le 3 décembre 2011 à Lillehammer où elle prend la 5e place derrière Daniela Iraschko et devant Evelyn Insam.
La deuxième épreuve se tient à Hinterzarten le 7 janvier 2012 dans des conditions difficiles dues au vent et à la neige tombante. Sara Takanashi prend la 17e place de la première manche, la deuxième manche sera annulée, ce résultat partiel deviendra définitif. Le lendemain 8 janvier dans un concours plus équitable, Sara Takanashi monte sur le podium à la 2e place derrière Sarah Hendrickson, doublant Jessica Jerome (qui termine 3e) et Anette Sagen (4e) qui la devançaient après la première manche.
Sara Takanashi fait l'impasse sur les coupes du monde de Predazzo, car elle est sélectionnée pour représenter le Japon lors des Jeux olympiques de la jeunesse d'hiver de 2012 à Innsbruck. Elle gagne la médaille d'or lors de la « première apparition du saut à ski féminin au sein d’un programme olympique ».
Sara Takanashi est aussi absente lors des deux concours d'Hinzenbach ; elle retrouve la coupe du monde et le podium à Ljubno où elle se place 2e le 11 février 2012, réduisant lors de la deuxième manche l'écart sur la première Sarah Hendrickson à seulement 1,3 points, et résistant à la remontée de Daniela Iraschko de la 14e à la 3e place. Sara Takanashi monte à nouveau sur la deuxième marche du podium le lendemain 12 février 2012, cette fois nettement distancée par Hendrickson, et devançant nettement Jacqueline Seifriedsberger troisième, et Ulrike Graessler quatrième. Bien qu'ayant été absente lors de quatre étapes sur neuf, Sara Takanashi accède alors à la 7e place provisoire de la coupe du monde.
Takanashi « à domicile » réussi l'étape japonaise de Coupe du monde 2012 : le 3 mars à Zaō elle gagne la première épreuve devant Hendrickson et Graessler, puis fait deuxième le jour même, derrière Hendrickson, mais devant Iraschko. Le lendemain elle est également deuxième derrière Hendrickson, et devant Iraschko.
La finale de cette première saison de Coupe du monde a lieu à Oslo sur le tremplin Midtstubakken : Hendrickson est favorite, elle est largement en tête de la première manche, suivie de Takanashi, puis Sagen et Iraschko. En deuxième manche Sara Takanashi bat le record du tremplin avec un saut de 108 mètres, 9 mètres de plus qu'Hendrickson : l'écart se réduit, mais Takanashi ne peut dépasser sa rivale, elle termine deuxième, devant Anette Sagen, Lindsey Van, Daniela Iraschko et Jacqueline Seifriedsberger.
En ayant manqué quatre concours sur les treize disputés en cette première saison de Coupe du monde, Sara Takanashi obtient la troisième place finale, entre Daniela Iraschko deuxième et Ulrike Grässler quatrième.

#### Été 2012
Sara Takanashi participe aux quatre épreuves de Grand Prix d'été de saut à ski. Avec des places de 8e à Courchevel, 2e à Hinterzarten et deux fois première à Almaty, elle gagne facilement cette première saison, devant Alexandra Pretorius et Daniela Iraschko.

#### Hiver 2013: premier sacre dans la Coupe du monde
Sara Takanashi participe aux seize épreuves de Coupe du monde de saut à ski 2012-2013. Elle gagne dès l'épreuve d'ouverture à Lillehammer le 24 novembre 2012, puis elle remporte sept autres étapes. Son résultat le plus faible est une place de douzième à Sapporo le 2 février 2013, dans un concours perturbé par le vent, disputé en une seule manche.
Lors de la finale à Oslo disputé pour la première fois en Coupe du monde féminine de saut à ski sur un « gros tremplin », Sara Takanashi prend le record féminin du tremplin Holmenkollbakken lors de la première manche, avec un saut de 134 mètres ; elle est toutefois devancée par Sarah Hendrickson, de moins de deux points, mais devance la troisième Elena Runggaldier de plus de quinze points. Avec 133,5 mètres lors de la deuxième manche, elle confirme et monte sur la deuxième marche du dernier podium de la saison, entre Sarah Henrdrickson qui gagne, et Jacqueline Seifriedsberger troisième.
Elle succède au palmarès à Sarah Hendrickson qui finit cette saison 2013 à la deuxième position à 250 points de la japonaise.

#### Été 2013
Sara Takanashi participe aux six épreuves de Grand Prix d'été de saut à ski. Avec des places de 2e à Hinterzarten, 5e à Courchevel, et quatre fois première à Nijni Taguil puis Almaty, elle gagne facilement cette nouvelle saison estivale, devant Coline Mattel et Katja Požun.

#### Hiver 2014: la domination continue
Takanashi remporte de nouveau le classement général de la Coupe du monde avec plus de 900 points d'avance sur Carina Vogt, grâce à dix-huit podiums dont quinze victoires pour dix-huit épreuves disputées. Aux Jeux olympiques de Sotchi, elle est attendue pour la médaille d'or que le Japon n'a pas gagné depuis 2006 et est considérée au pays comme leur meilleure chance de titre, mais finit de manière surprise quatrième, derrière notamment Coline Mattel, troisième. Rapidement, elle efface cette déception, réalisant une série de sept victoires consécutives, avec des doublés à Hinzenbach et Rasnov puis gagnant les concours de Falun, Oslo et Planica (ses deux derniers sur grand tremplin).
Elle a gagné une épreuve par équipes mixtes avec ses équipiers japonais à Lillehammer, le 6 décembre 2013.

#### Hiver 2015: battue par Iraschko
Alors qu'elle commence bien la saison, troisième à Lillehammer et deux fois vainqueur devant son public à Sapporo, elle se retrouve à quelques reprises hors du podium au milieu de saison, sur lequel elle monte neuf fois cet hiver, suffisant pour que sa rivale et ancienne du circuit Daniela Iraschko en profite pour lui prendre le titre de championne de la Coupe du monde, malgré quatre victoires en fin de saison, dont une de nouveau à Holmenkollen.

#### 2016 et 2017: Deux nouveaux globes de cristal
En 2015-2016, année sans grand championnat, elle démontre qu'elle est la reine du saut à ski en montant sur l'ensemble des podiums individuel, excepté une quatrième place à Ljubno. Son bilan comporte quatorze victoires, soit seulement une de moins qu'en 2014, dont les quatre épreuves japonaises Sapporo et Mont Zaō, et des succès sur des sites qu'elle n'avait pas inscrit encore à son palmarès comme Nijni Taguil, Lahti, Oberstdorf (doublé) ou encore Almaty (doublé). Elle reconquiert donc le titre de la Coupe du monde, pour porter son nombre de globes de cristal à trois unités.
Elle entame l'hiver 2016-2017 de la même manière qu'elle a achevée la saison précédente, s'imposant deux fois à Lillehammer, puis une fois à Nijni Taguil et réalise le doublé à Oberstdorf. Elle commence une série de défaites quand Yūki Itō la bat à Sapporo avec une bonne avance de douze points. Cette dernière devient sa plus proche concurrente au classement général, mais Takanashi réimpose sa domination gagnant deux fois à Hinzenbach, une fois à Rasnov et Pyeongchang, et finissant deuxième à Pyeongchang et Oslo. Elle finit pour la quatrième fois en tête de la Coupe du monde après 2013, 2014 et 2016.

#### 2018: enfin médaillée olympique
En amont des Jeux olympiques, son meilleur résultat individuel est deuxième à Sapporo, cela est notamment dû à l'avènement d'une nouvelle championne Maren Lundby, qui gagne la Coupe du monde, Takanashi reculant au troisième rang, aussi dépassée par Katharina Althaus. Cet hiver, sont organisées les premières compétitions par équipes purement féminines dans l'élite et Takanshi gagne deux de ces concours à Hinterzarten et Mont Zaō. Proche de finir bredouille, elle remporte les deux manches de clôture de la saison à Oberstdorf devant Daniela Iraschko et Lundby, soit ses 54e et 55e victoires, battant le record tous sauteurs confondus de Gregor Schlierenzauer (53 succès en coupe du monde). Au mois de février 2018, Sara Takanashi dispute ses deuxièmes jeux olympiques à Pyeongchang, faisant mieux qu'il y a quatre ans, mais ne remporte pas le titre qu'elle convoite, qui revient à Maren Lundby, Takanashi prenant le bronze avec un retard de 21 points. Lors de la crérémonie d'ouverture, elle porte le drapeau japonais, rôle qui devait être rempli par Noriaki Kasai, qui ne pouvait pas être présent ce jour-là.

#### 2019 et 2020
En février 2019, elle ouvre son compteur de victoires pour l'hiver à Ljubno, mais en reste là et ne prend que le quatrième rang au classement général, malgré un total de neuf podiums individuels.
À l'été 2019, Sara Takanashi reste invaincue au classement général du Grand Prix, ayant dominé l'intégralité du palmarès depuis les débuts en 2012.
La saison 2019-2020 de Takanashi se passe de manière similaire que la précédente, occupant la quatrième position au classement général et terminant gagnante à un seul concours au mois de mars à Lillehammer, qui représente aussi son centième podium individuel à huit unités du record détenu par Janne Ahonen.
En fin d'année 2020, elle obtient une deuxième place à Oberstdorf.

### Championnats du monde junior

#### Premières participations, 2010 et 2011
Sara Takanashi participe aux Championnats du monde junior de saut à ski féminin 2010 à Hinterzarten le 29 janvier 2010, et y prend la 7e place.
Pas plus qu'aucune autre sauteuse japonaise, elle n'est pas présente aux compétitions de début de saison hivernale 2010-2011 ; sa première apparition internationale de 2011 est à l'occasion des Championnats du monde junior de saut à ski à Otepää, où elle se fait remarquer dès la première séance d’entraînement en signant deux fois les meilleurs sauts, dont un mesuré à 13 mètres de plus que la suivante Coline Mattel. Le jour du concours, elle prend finalement la sixième place, après avoir pu prétendre à une médaille en étant troisième après le premier saut.

#### 2012
En 2012, aux Championnats du monde junior à Erzurum, Sara Takanashi saute le plus loin lors des entraînements du 21 février, puis de nouveau le 22 février. Le 23 février jour du concours, elle fait également le meilleur saut d'essai, puis prend la tête lors du premier saut, toutefois rejointe à la première place par Sarah Hendrickson qui lui concède 3,5 mètres, mais réalise un saut mieux noté par les juges ; Sara Takanashi fait la différence au deuxième saut, mesuré à 7 mètres de plus que celui d'Hendrickson, pour un écart final de 11,5 points, et de 15 points sur la 3e Carina Vogt qui remonte de la quatrième place profitant du recul de Coline Mattel 6e, et encore 3e après le premier saut.
Deux jours plus tard lors de l'épreuve par équipe, après avoir fait forte impression aux entraînements (les 5 japonaises ne faisant jamais pire que la dixième longueur de la séance), puis avoir confirmé au saut d'essai, les Japonaises ont 47,5 points d'avance sur l'Allemagne après la première manche. Elles accentuent leur avance en deuxième manche, Takanashi ayant fait deux fois le meilleur saut de son groupe, ainsi que Yūki Itō et Yurina Yamada, Kaori Iwabuchi étant les deux fois deuxième de son groupe. Takanashi et ses équipières gagnent la toute première médaille d'or junior par équipes, devant l'Allemagne et la Slovénie.

#### 2013
Aux Championnats du monde junior 2013 à Liberec en janvier 2013, Sara Takanashi compte bien défendre sa médaille d'or de championne du monde junior de saut à ski, performance réalisée uniquement au préalable par Janne Ahonen. Elle est favorite après les entraînements et le saut d'essai, et confirme en faisant le meilleur saut de la première manche, puis de la deuxième : elle gagne sa deuxième médaille d'or individuelle junior, devant Evelyn Insam et Katja Požun.
Par équipes, Takanashi et ses équipières japonaises ne sont pas favorites cet hiver 2013, tant l'équipe slovène semble imbattable. De plus les Japonaises sont pénalisées dès le premier saut par la disqualification de Yuka Kobayashi ; elle terminent cinquièmes, derrières les favorites slovènes, les Françaises, les Allemandes et les Norvégiennes.

#### 2014: troisième titre individuel
En janvier 2014 à Predazzo lors des Championnats du monde junior 2014, Sara Takanashi est une nouvelle fois favorite pour la médaille d'or de championne du monde junior, tant elle domine la Coupe du monde 2014 : elle a gagné huit épreuves sur onze, et elle devance la deuxième Carina Vogt de plus de 350 points. Sans surprise, elle conserve son titre, devant Coline Mattel et Maren Lundby, en devenant la première à cumuler trois médailles d'or individuelle junior.
Le 30 janvier 2014, Takanaski complète sa collection avec une nouvelle médaille d'or par équipes, devant la Slovénie et la France. Elle cumule cinq médailles d'or en junior, total atteint au préalable seulement une fois, par Heinz Kuttin en 1990 (2 individuelles, et 3 par équipe).

### Championnats du monde
Après ses bons résultats en Coupe continentale, Sara Takanashi est présente à Oslo pour le championnat du monde de saut à ski 2011 parmi les favorites. Elle confirme ce statut en réalisant les meilleurs sauts cinq fois sur sept aux entraînements, devancée le 22 février une fois par Elena Runggaldier, le 23 une fois par Coline Mattel, et restant sur un seul meilleur saut lors du dernier entraînement le 24 février. Hélas pour elle, le 25 février lors d'un concours difficile en raison du vent et du brouillard,, au cours duquel des sauteuses titrées telles que Juliane Seyfarth, Jacqueline Seifriedsberger ou Lindsey Van ne se qualifient pas pour le deuxième saut, Sara Takanashi elle aussi saute en deçà de ses capacités, et ne se place que neuvième. Elle se reprend à la deuxième manche, et profitant de l'effondrement de Ulrike Graessler atteint la sixième place, première japonaise, juste devant sa compatriote Ayumi Watase.
À Val di Fiemme, en 2013, elle devient vice-championne du monde derrière Sarah Hendrickson avec finalement un retard de seulement 2,7 points ; elle avait au préalable triomphé avec l'équipe japonaise lors de l'épreuve mixte par équipes, avec Daiki Itō, Taku Takeuchi et Yūki Itō.
Aux Championnats du monde 2015 à Falun, elle est de nouveau en manque de réussite en individuel, se contentant de la quatrième place, tandis qu'elle gagne la médaille de bronze au concours par équipes mixtes. Deux ans plus tard, alors leader de la Coupe du monde, elle remporte sa deuxième médaille individuelle en grand rendez-vous, prenant la médaille de bronze derrière Carina Vogt, tenante du titre et qui a gagné aussi le titre olympique 2014 et Yūki Itō, les trois sauteuses se tenant en 3,5 points seulement.
Elle échoue à remporter la moindre médaille en 2019 à Seefeld, où elle est sixième en individuel, manquant de timing et de confiance d'après elle, ainsi que hors du podium par équipes féminines (pour la première fois au programme) et mixtes.

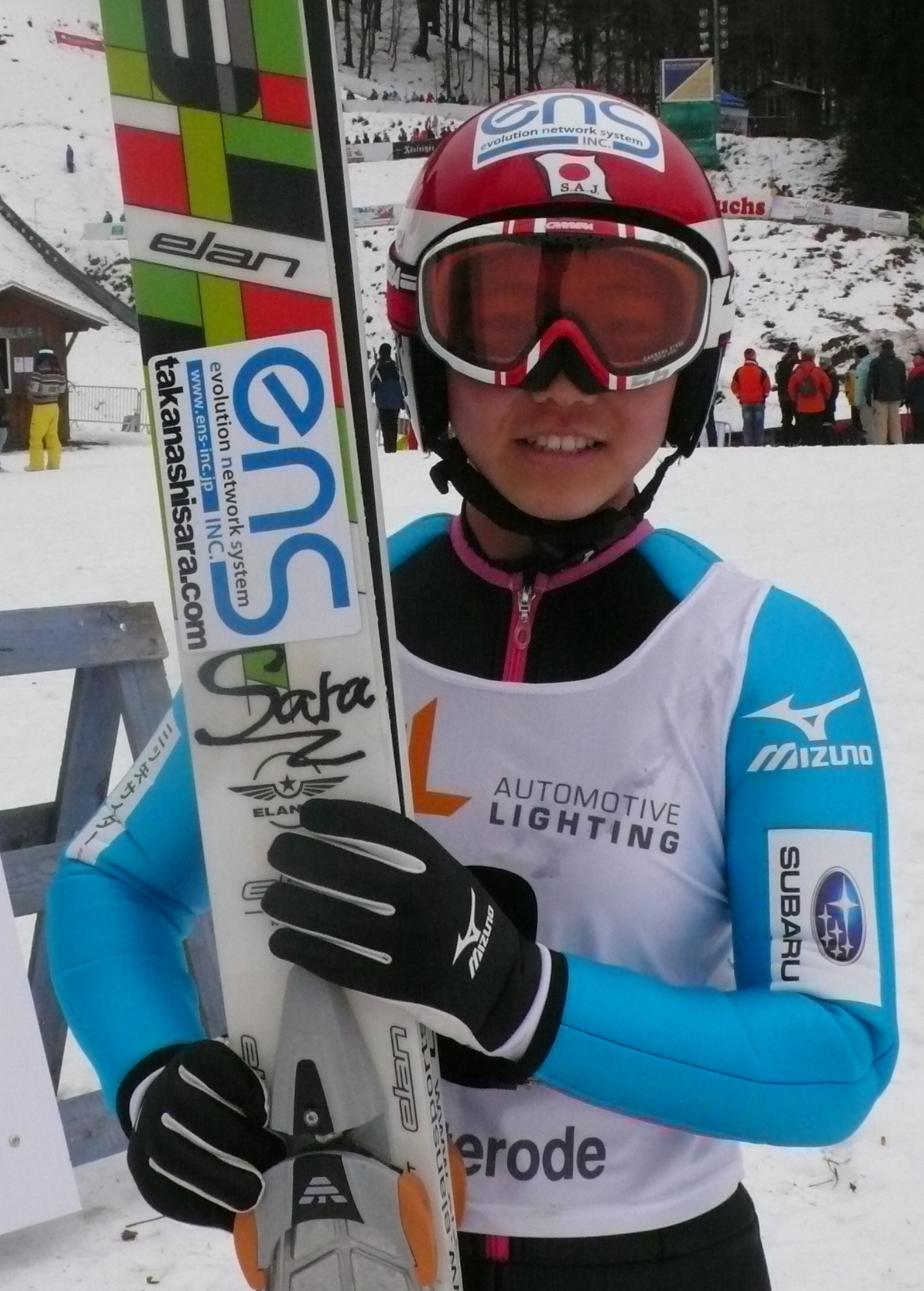
Sara Takanashi en 2011.
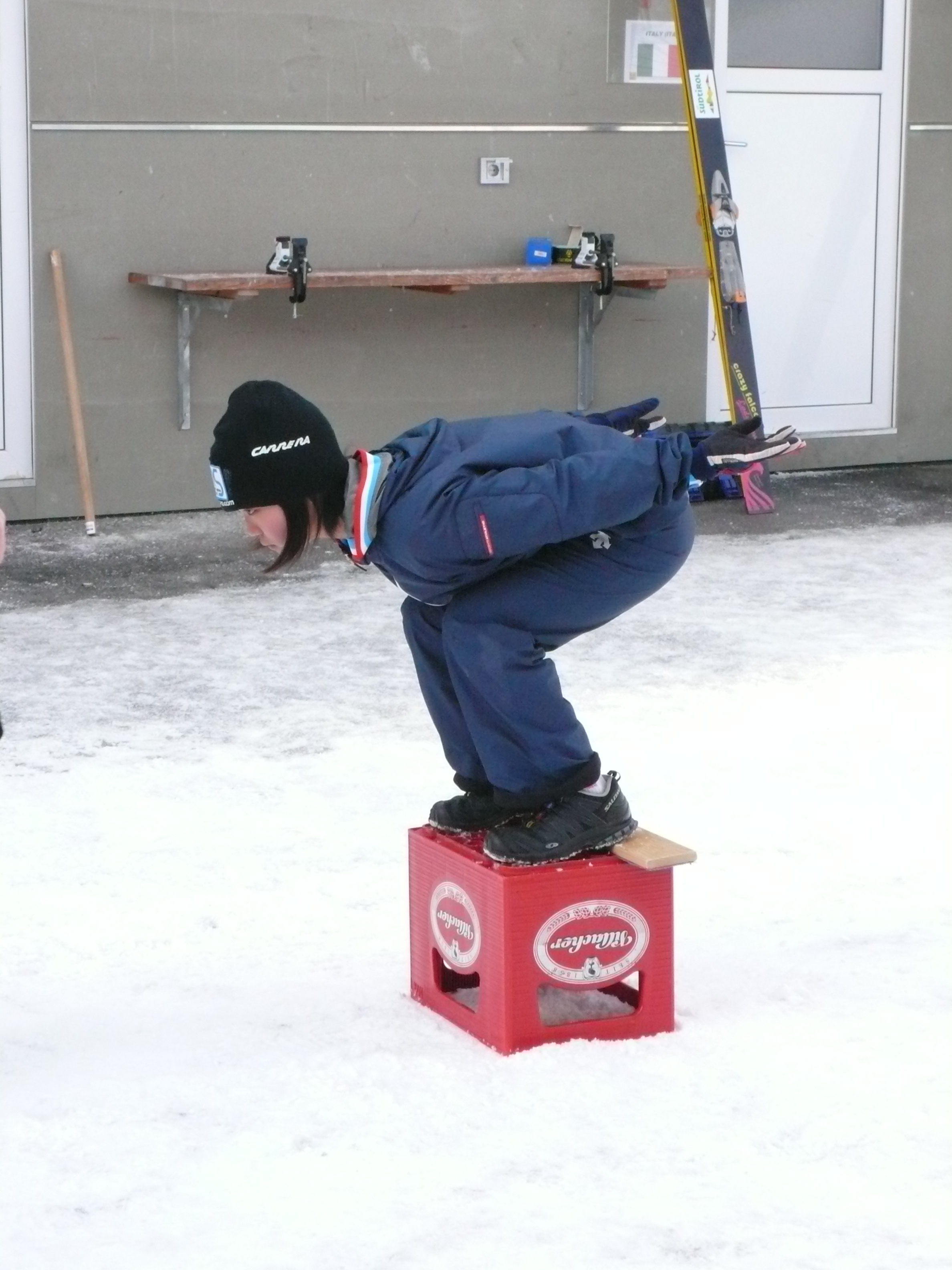
Sara Takanashi à l'échauffement.
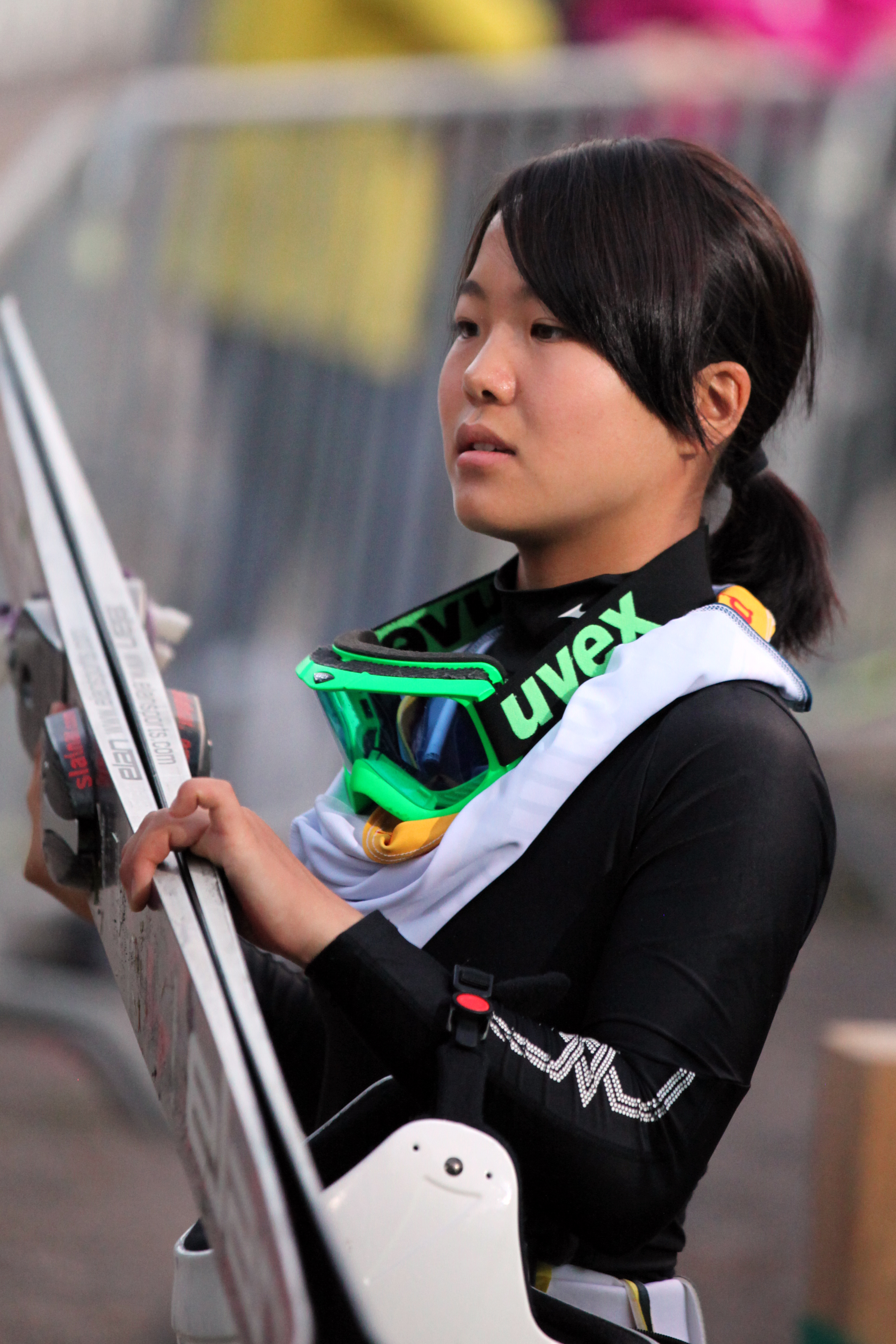
Sara Takanashi en 2013.

## Distinctions
En 2017, la Médaille Holmenkollen lui est décernée, récompensant ses performances.

## Palmarès

### Jeux olympiques
| Épreuve / Édition | Sotchi 2014 | Pyeongchang 2018 | Pékin 2022 |
| Saut à ski        | 4e          | Bronze           | 4e         |

### Championnats du monde
| Épreuve / Édition  | Oslo 2011                        | Val di Fiemme 2013               | Falun 2015                       | Lahti 2017                       | Seefeld 2019                     | Oberstdorf 2021 |
| Petit Tremplin     | 6e                               | Argent                           | 4e                               | Bronze                           | 6e                               | Bronze          |
| Grand tremplin     | Épreuve inexistante à cette date | Épreuve inexistante à cette date | Épreuve inexistante à cette date | Épreuve inexistante à cette date | Épreuve inexistante à cette date | Argent          |
| Par équipes mixtes | Épreuve inexistante à cette date | Or                               | Bronze                           | Bronze                           | 5e                               |                 |
| Par équipes        | Épreuve inexistante à cette date | Épreuve inexistante à cette date | Épreuve inexistante à cette date | Épreuve inexistante à cette date | 6e                               |                 |

### Championnats du monde junior
| Épreuve / Édition | Hinterzarten 2010 | Otepää 2011 | Erzurum 2012 | Liberec 2013 | Val di Fiemme 2014 |
| Individuel        | 7e                | 6e          | Or           | Or           | Or                 |
| Par équipes       |                   |             | Or           | 5e           | Or                 |

### Coupe du monde
- 4 globes de cristal : Vainqueuse du classement général en 2013, 2014, 2016 et 2017.
- 116 podiums individuels : 63 victoires, 31 deuxièmes places et 22 troisièmes places.
- 4 podiums par équipes, dont 2 victoires.
- 2 podiums par équipes mixtes, dont 1 victoire.

#### Classements généraux annuels
| Année | Rang |
| 2012  | 3e   |
| 2013  | 1re  |
| 2014  | 1re  |
| 2015  | 2e   |
| 2016  | 1re  |
| 2017  | 1re  |
| 2018  | 3e   |
| 2019  | 4e   |
| 2020  | 4e   |
| 2021  | 2e   |
| 2022  | 5e   |

#### Victoires individuelles
| Année     | Lieu |
| 2011-2012 | Zaō (Japon) |
| 2012-2013 | Zaō (Japon) 2×, Hinterzarten (Allemagne), Schonach-Schönwald (Allemagne), Lillehammer (Norvège), Ramsau (Autriche), Ljubno (Slovénie) 2×                                                                        |
| 2013-2014 | Lillehammer (Norvège), Hinterzarten (Allemagne) 2×, Tchaïkovski (Russie), Sapporo (Japon) 2×, Zaō (Japon) 2×, Hinzenbach (Autriche) 2×, Râșnov (Roumanie) 2×, Oslo (Norvège), Falun (Suède), Planica (Slovénie) |
| 2014-2015 | Sapporo (Japon) 2×, Râșnov (Roumanie), Ljubno (Slovénie) 2×, Oslo (Norvège) |
| 2015-2016 | Lillehammer (Norvège), Nijni Taguil (Russie), Sapporo (Japon) ×2, Zaō (Japon) ×2, Oberstdorf (Allemagne) ×2, Oslo (Norvège), Hinzenbach (Autriche) ×2, Lahti (Finlande), Almaty (Kazakhstan) ×2.                |
| 2016-2017 | Lillehammer (Norvège)×2, Nijni Taguil (Russie), Oberstdorf (Allemagne) ×2, Rasnov (Roumanie), Hinzenbach (Autriche) ×2, Pyeongchang (Corée du Sud)                                                              |
| 2017-2018 | Oberstdorf (Allemagne) ×2 |
| 2018-2019 | Ljubno (Slovénie) |
| 2019-2020 | Lillehammer (Norvège) |
| 2020-2021 | Hinzenbach (Autriche) ×2, Rasnov (Roumanie) |
| 2021-2022 | Ljubno (Slovénie), Lillehammer (Norvège), Oslo (Norvège) |

### Coupe continentale
- Meilleurs classements :
  - 1re en été 2014, 2015 et 2016.
  - 2e en hiver 2013/2014.
- 17 podiums, dont 7 victoires.

Palmarès au 25 décembre 2019.

### Grand Prix
- Vainqueur du classement général en 2012, 2013, 2014, 2015, 2016, 2017, 2018 et 2019.
- 29 podiums individuels, dont 25 victoires.

Palmarès à l'issue de l'édition 2019

### Jeux olympiques d'hiver de la jeunesse
- Médaille d'or au tremplin H75 à Innsbruck en 2012.